# 麻岭巡检司遗址
麻岭巡检司遗址，是位于中华人民共和国福建省周宁县浦源镇麻岭村的一个元代及明代古建筑，2020年11月19日入选第十批福建省文物保护单位。
麻岭巡检司遗址是周宁县境内的首个由朝廷设置的机构，现存遗址分别是位于天池塘西北侧的元代巡检司遗址和东南侧的明代巡检司遗址。西侧遗址建于元朝至元十八年（1281年），坐北朝南，前后两间，占地面积190平方米。东侧遗址建于明朝嘉靖三十五年（1556年），坐西朝东，平面呈“品”字型，占地面积450平方米。两处巡检司遗址均存石砌墙体，原建筑平面布局保存完整。附属文物有麻岭古道和道上古亭。麻岭巡检司遗址于2016年入选第四批周宁县文物保护单位。